# Norberto Neto
Norberto Murara Neto (n. 19 iulie 1989, Araxá, Minas Gerais, Brazilia) este un fotbalist brazilian, care joacă pe post de portar la Arsenal în Premier League, împrumutat de la AFC Bournemouth. Pe plan internațional, are prezențe la națională pentru Brazilia U23⁠(d) și Brazilia.

## Carieră
Neto a fost instalat ca prima alegere de portar al Atlético Paranaense în Campionatul brazilian de fotbal 2010. După ce a fost expulzat în primul joc al campaniei și a servit o suspendare cu două jocuri, s-a întors și a început fiecare joc pentru club până în octombrie, când sa văzut obligat să rateze mai multe partide după ce a fost chemat de către echipa națională a Braziliei.
A ajuns la un acord pentru a juca pentru clubul italian ACF Fiorentina pe 5 ianuarie 2011, semnarea contractului a fost pe 8 ianuarie 2011. Neto și-a făcut debutul în competiție cu Fiorentina în runda a patra a Cupei Italiei 2011-12 la 24 noiembrie 2011 împotriva rivalului local Empoli, care a câștigat cu 2-1. În 2015 a semnat un contract cu Juventus Torino timp de patru ani. La 7 iulie 2017 a fost semnat de Valencia Club de Fútbol cu un contract pentru următoarele patru sezoane.
A debutat în Liga Spaniei în sezonul 2017-18 cu Valencia, îndeplinind performanțe deosebite, ceea ce a determinat echipa sa să se califice pentru a juca Liga Campionilor. În sezonul 2018-19 continuă să fie portarul de start al Valenciei, și unul dintre cei mai buni din Liga Spaniei.
La 27 iunie 2019, FC Barcelona și-a făcut oficial încorporarea pentru următoarele patru sezoane, în schimbul a 26 de milioane de euro, plus 9 în variabile.

## Statistici
La 9 mai 2019.
| Club                | Sezon         | Campionat     | Campionat | Campionat | Cupă | Cupă | Continental | Continental | Altele | Altele | Total | Total |
| Club                | Sezon         | Divizie       | M         | G         | M    | G    | M           | G           | M      | G      | M     | G     |
| ------------------- | ------------- | ------------- | --------- | --------- | ---- | ---- | ----------- | ----------- | ------ | ------ | ----- | ----- |
| Atlético Paranaense | 2009          | Série A       | 2         | 0         | 0    | 0    | —           | —           | —      | —      | 2     | 0     |
| Atlético Paranaense | 2010          | Série A       | 34        | 0         | 0    | 0    | —           | —           | —      | —      | 34    | 0     |
| Atlético Paranaense | Total         | Total         | 36        | 0         | 0    | 0    | 0           | 0           | 0      | 0      | 36    | 0     |
| Fiorentina          | 2010–11       | Serie A       | 0         | 0         | 0    | 0    | —           | —           | —      | —      | 0     | 0     |
| Fiorentina          | 2011–12       | Serie A       | 2         | 0         | 2    | 0    | —           | —           | —      | —      | 4     | 0     |
| Fiorentina          | 2012–13       | Serie A       | 6         | 0         | 4    | 0    | —           | —           | —      | —      | 10    | 0     |
| Fiorentina          | 2013–14       | Serie A       | 35        | 0         | 5    | 0    | 9           | 0           | —      | —      | 49    | 0     |
| Fiorentina          | 2014–15       | Serie A       | 29        | 0         | 2    | 0    | 7           | 0           | —      | —      | 38    | 0     |
| Fiorentina          | Total         | Total         | 72        | 0         | 13   | 0    | 16          | 0           | 0      | 0      | 101   | 0     |
| Juventus            | 2015–16       | Serie A       | 3         | 0         | 5    | 0    | 0           | 0           | 0      | 0      | 8     | 0     |
| Juventus            | 2016–17       | Serie A       | 8         | 0         | 5    | 0    | 1           | 0           | 0      | 0      | 14    | 0     |
| Juventus            | Total         | Total         | 11        | 0         | 10   | 0    | 1           | 0           | 0      | 0      | 22    | 0     |
| Valencia            | 2017–18       | La Liga       | 33        | 0         | 0    | 0    | —           | —           | —      | —      | 33    | 0     |
| Valencia            | 2018–19       | La Liga       | 34        | 0         | 0    | 0    | 13          | 0           | —      | —      | 47    | 0     |
| Valencia            | Total         | Total         | 67        | 0         | 0    | 0    | 13          | 0           | 0      | 0      | 80    | 0     |
| Total carieră       | Total carieră | Total carieră | 186       | 0         | 23   | 0    | 25          | 0           | 0      | 0      | 239   | 0     |

## Palmares
Juventus
- Serie A: 2015–16, 2016–17
- Coppa Italia: 2015–16, 2016–17
- Supercoppa Italiana: 2015

Valencia
- Copa del Rey: 2018–19

Brazilia U23
- Medalia de Argint la Jocurile Olimpice: 2012[4]